# 의왕시장
의왕시장은 경기도 의왕시의 시장이다.

## 역대 의왕시장
| 대수    | 이름   | 임기                               |
| ------- | ------ | ---------------------------------- |
| 초대    | 전창선 | 1989년 1월 1일 ~ 1989년 12월 27일  |
| 2대     | 방명서 | 1989년 12월 28일 ~ 1993년 3월 28일 |
| 3대     | 송인식 | 1993년 3월 29일 ~ 1995년 6월 30일  |
| 민선1기 | 신창현 | 1995년 7월 1일 ~ 1998년 6월 30일   |
| 민선2기 | 강상섭 | 1998년 7월 1일 ~ 2002년 6월 30일   |
| 민선3기 | 이형구 | 2002년 7월 1일 ~ 2006년 6월 30일   |
| 민선4기 | 이형구 | 2006년 7월 1일 ~ 2010년 6월 30일   |
| 민선5기 | 김성제 | 2010년 7월 1일 ~ 2014년 6월 30일   |
| 민선6기 | 김성제 | 2014년 7월 1일 ~ 2018년 6월 30일   |
| 민선7기 | 김상돈 | 2018년 7월 1일 ~ 2022년 6월 30일   |
| 민선8기 | 김성제 | 2022년 7월 1일 ~ 현재              |

## 같이 보기
- 의왕시장 선거